# Chafika Meslem
Chafika Meslem (1934 - Zurich, juillet 2000) est une diplomate algérienne.
Elle est née et a grandi à Belcourt, un quartier d'Alger.
Chafika Meslem s'est engagée dans les services sociaux déjà avant la fin de ses études secondaires. Elle se rend, avec des équipes du service international, à Orléansville (Chlef) lors du tremblement de Terre de 1954. Elle fait partie des centres sociaux créés par Germaine Tillion, dans ces équipes  où des européens et des algériens, des étudiants et des travailleurs sociaux travaillent ensemble.  D'être confrontée très jeune au problème de l'injustice en Algérie, l'a naturellement amenée à soutenir la cause de l’indépendance. Arrêtée et torturée à la villa Sésini, .Chafika Meslem déclare au procès dit des « chrétiens libéraux » : « Je déplore toutes les victimes innocentes » et adhérer à l'« action politique » du front [FLN, tout en] désapprouvant « toute violence d'où qu'elle vienne. » Chafika Meslem  est accusée, à tort, du « recel » de Raymonde Peschard (qui sera la seule Européenne reconnue « chahida » (martyre).  Après ce procès, elle doit quitter l'Algérie. Elle se retrouve au Maroc, puis brièvement en RDA, en Espagne et en Suisse, où elle terminera ses études. Après l'indépendance, elle commence sa carrière professionnelle à la mission diplomatique algérienne à Genève. Elle rentre en Algérie en 1965 au ministère des Affaires étrangères. Elle est la première femme avec le grade de ministre plénipotentiaire en Algérie.
En 1977, elle est nommée à Genève comme vice-ambassadeur auprès de l'ONU. En 1982 elle devient fonctionnaire international, tout d'abord comme directrice de la division pour l'avancement de la femme à l'ONU (DAW) à Vienne entre 1982 et 1993. C'est la division qui prépare la conférence de Pékin de 1995. Elle y participera en tant que directrice de la Division de la Coopération entre pays en développement à la CNUCED, sujet qu'elle avait à cœur. Elle avait déjà en 1981, comme représentante de l'Algérie, présidé la réunion d'Addis-Abeba sur la coopération entre pays en développement et contribua énormément aux travaux de la CNUCED qui ont abouti à l'accord Global de Préférences Tarifaires entre pays en voie de développement. Elle restera à la CNUCED jusqu'à sa retraite.
Elle meurt accidentellement dans sa soixante sixième année.